# Mittelrainkopf
Le Mittelrainkopf est un sommet du massif des Vosges culminant à 1 101 mètres d'altitude. Cette montagne est située sur les communes de Rimbach-près-Masevaux et Mollau dans le Haut-Rhin entre le Rimbachkopf à l'ouest et le Stiftkopf à l'est.